# Joe Davis
Joe Davis (Glasgow, 22 maggio 1941 – Fenwick, 5 agosto 2016) è stato un calciatore scozzese, di ruolo difensore.

## Biografia
Sposatosi con Rose, da cui ha avuto tre figli: Gary, Kirsty e Pam. Davis è deceduto nella sua casa di Fenwick nell'agosto 2016.

## Carriera
Cresciuto nello Shettleston, nel 1961 viene ingaggiato dal Third Lanark. Nella stagione d'esordio, la 1961-1962, ottiene l'undicesimo posto finale, mentre in quella successiva il quattordicesimo. Nell'ultima stagione con i Thirds ottiene il sedicesimo posto.
Nel 1964 passa all'Hibernian con cui ottiene un quarto posto nella Scottish Division One 1964-1965.
Nella stagione 1965-1966 Davis con il suo club ottiene il sesto posto finale, a cui segue un quinto l'anno seguente.
Nell'estate 1967 con gli Hibs disputò l'unica edizione del campionato dell'United Soccer Association, lega che poteva fregiarsi del titolo di campionato di Prima Divisione su riconoscimento della FIFA: quell'edizione della Lega fu disputata utilizzando squadre europee e sudamericane in rappresentanza di quelle della USA, che non avevano avuto tempo di riorganizzarsi dopo la scissione che aveva dato vita al campionato concorrente della National Professional Soccer League; gli scozzesi rappresentarono i Toronto City Soccer Club. Gli Hibs, nelle veci del Toronto City non superarono le qualificazioni per i play-off, chiudendo la stagione al terzo posto della Eastern Division.
Nella stagione 1967-1968 ottiene il terzo posto finale, raggiungendo inoltre la semifinale della Coppa delle Fiere 1967-1968.
Chiude la Scottish Division One 1968-1969 al dodicesimo posto, mentre il cammino nella Coppa delle Fiere 1968-1969 si ferma agli ottavi di finale. Raggiunge inoltre la finale della Scottish League Cup 1968-1969, persa contro il Celtic Football Club.
Nel 1969 passa al Carlisle United, società militante nella cadetteria inglese.
Nella stagione 1969-1970 ottiene il dodicesimo posto finale, a cui segue l'anno seguente il quarto posto finale. Nella stagione 1971-1972, l'ultima giocata, ottiene il decimo posto finale.